# Thomas Schüler
Thomas Schüler (* 1948 in Wien; † 9. August 2015) war ein österreichischer Schauspieler, Hörspielsprecher und Synchronsprecher.

## Leben
Thomas Schüler besuchte in den Jahren 1968–1970 die Schauspielschule Krauss in Wien. Nach Abschluss seiner Schauspielausbildung erhielt er einen Anfängervertrag als Eleve am Theater in der Josefstadt. Von 1970 bis 1972 ließ er sich an einer Cascadeurschule in Rom ausbilden. In einigen italienischen Western wirkte er als Stuntman mit. Es folgten zahlreiche Theaterengagements als Schauspieler und Regisseur, u. a. in den 1970er Jahren am Stadttheater Heilbronn, und die Mitwirkung in TV-Produktionen.
Während seines Festengagements am Theater Heilbronn erhielt Schüler von dem damaligen Bad Segeberger Intendanten Harry Walther das Angebot, als Nachfolger von Klaus-Hagen Latwesen, bei den Karl-May-Festspielen in Bad Segeberg die Rolle des Apachen-Häuptlings „Winnetou“ zu übernehmen.
Schüler trat in den Jahren 1976–1980 als „Winnetou“ auf, in den Inszenierungen von 1976 („Winnetou I“) mit Raimund Harmstorf als Santer, 1977 („Der schwarze Mustang“), 1979 („Old Firehand“) und 1980 („Im Tal des Todes“). In der Spielzeit 1978 übernahm er die Rolle des Bösewichts Kiamil in der Segeberger Orient-Inszenierung „Durchs wilde Kurdistan“. Zu seinen Bühnenpartnern in Bad Segeberg gehörten neben Harmstorf u. a. Manfred Reddemann, der zumeist Schülers Gegenspieler verkörperte, Chris Howland, Claus Wilcke, Gerhart Lippert und Charles Elkins.
Schüler war der einzige Darsteller des „Winnetou“, der in Bad Segeberg die Rolle in allen Vorstellungen durchgängig mit nacktem Oberkörper spielte; dies wurde zu Schülers Markenzeichen bei den Karl-May-Festspielen in Bad Segeberg.
Mitte der 1990er Jahre spielte Thomas Schüler in einer Karl-May-Inszenierung der Landesbühnen Sachsen, auf der Felsenbühne Rathen. Neben seiner Tätigkeit als Schauspieler leitete er bis 1997 in den Vereinigten Staaten eine Agentur für Filmrechte. Seit 2007 arbeitete er in der Freizeit- und Westernstadt Pullman City in Eging am See saisonell als Showreiter und Moderator.
2010 wirkte er auf der Freilichtbühne Gföhlerwald in Gföhl bei den Karl-May-Festspielen mit. Unter der Regie von Friedrich Grud spielte er die Schurkenrolle des „Dr. Jonathan Hartley“ in der Karl-May-Inszenierung Der Schatz im Silbersee.
Schüler arbeitete regelmäßig auch als Synchronsprecher. Er sprach über 80 Synchronrollen. In der Zeichentrickserie Winnetoons war als Synchronsprecher der Figur „Matto-Sih“ zu hören. In der RTL-Zeichentrickserie Ottifanten (1993) sprach er die Rolle von „Otto“. Als Hörspielsprecher übernahm Schüler verschiedene Rollen in den Hörspielserien Ein Fall für TKKG, Die drei ???, Knight Rider und Playmobil, Mobilux & Patrick.
Schüler war zeitweise mit der Schauspielerin Tanja Schumann liiert; er war auch ihr beruflicher Manager. Er starb in der Nacht vom 8. August auf den 9. August 2015 im Alter von 67 Jahren nach einer schweren Krankheit.

## Filmografie (Auswahl)
- 1976: Lemmi und die Schmöker (Fernsehserie)
- 1981: I. O. B. – Spezialauftrag (Fernsehserie)
- 1989: Tatort: Armer Nanosh
- 1993: Ottifanten (Fernsehserie)
- 1994: Freunde fürs Leben (Fernsehserie; Folge: Schlussverkauf)
- 2002: Die Rettungsflieger (Fernsehserie; Folge: Zwischen Himmel und Erde)
- 2002: Sophiiiie! (Spielfilm)
- 2003: Tatort: Mietsache
- 2006: Abschnitt 40 (Fernsehserie; Folge: Zwangsmaßnahmen)

## Hörspiele
- 1984: Die Herzensergüsse der Mademoiselle Sidonie – Regie: Friedhelm Ortmann
- 1984: Das Rennen – Regie: Friedhelm Ortmann
- 1987: TKKG – Todesfracht im Jaguar (Folge 47) – Regie: Heikedine Körting
- 1987: TKKG – Bestien in der Finsternis (Folge 47) – Regie: Heikedine Körting
- 1989: Airwolf – Die Überläufer (Folge 3) – Regie: Heikedine Körting
- 1989: Airwolf – Der Doppelgänger (Folge 4) – Regie: Heikedine Körting
- 1989: Airwolf – Der Tod des Mungo (Folge 5) – Regie: Heikedine Körting
- 1989: Knight Rider – Wie alles begann (Folge 1) – Regie: Heikedine Körting
- 1989: Knight Rider – Wettlauf mit dem Tod (Folge 2) – Regie: Heikedine Körting
- 1989: Knight Rider – „Kitt“-napping (Folge 6) – Regie: Heikedine Körting
- 1989: Knight Rider – Computerspiele (Folge 8) – Regie: Heikedine Körting
- 1989: Knight Rider – Der Duft einer Rose (Folge 9) – Regie: Heikedine Körting
- 1989: Knight Rider – Eine schreckliche Falle (Folge 10) – Regie: Heikedine Körting
- 1990: Knight Rider – Die Schatzsuche (Folge 22) – Regie: Heikedine Körting
- 1990: TKKG – Achtung: Die „Monsters“ kommen! (Folge 69) – Regie: Heikedine Körting
- 1991: Die Mutter – Durchsagen ohne Gewähr – Regie: Robert Matejka
- 1992: TKKG – Weißes Gift im Nachtexpress (Folge 80) – Regie: Heikedine Körting
- 1994: TKKG – Der böse Geist vom Waisenhaus (Folge 87) – Regie: Heikedine Körting
- 1996: TKKG – Fieser Trick mit Nr. 100 (Folge 100) – Regie: Heikedine Körting
- 1997: TKKG – Mörderischer Stammbaum (Folge 103) – Regie: Heikedine Körting
- 1997: TKKG – Mädchenraub im Ferienhaus (Folge 106) – Regie: Heikedine Körting
- 1997: Die drei ??? – Stimmen aus dem Nichts (Folge 76) (als Jack Cliffwater) – Regie: Heikedine Körting
- 1999: Fünf Freunde entdecken den Geheimgang (als Mr. Houston) (Folge 33) – Regie: Heikedine Körting
- 1999: TKKG – Bombenspaß bei Kies & Knete (Folge 112) – Regie: Heikedine Körting
- 1999: TKKG – Mit heißer Nadel Jagd auf Kids (Folge 113) – Regie: Heikedine Körting
- 1999: TKKG – Der Diamant im Bauch der Kobra (Folge 115) – Regie: Heikedine Körting
- 2000: Die Trillmichs im Klappland – Regie: Klaus Wirbitzky
- 2001: TKKG – Der Erpresser fährt bis Endstation (Folge 129) – Regie: Heikedine Körting
- 2001: Die drei ??? - …und das Hexen-Handy (Folge 101, als Bob Acer)
- 2002: TKKG – Wer stoppt die Weihnachts-Gangster ? (Folge 134) – Regie: Heikedine Körting
- 2007: TKKG – Das Geheimnis der Burgruine (Folge 154) – Regie: Heikedine Körting
- 2008: TKKG – Oskar und die sieben Zwerge (Folge 157) – Regie: Heikedine Körting

## Synchronrollen (Auswahl)
Quelle: Deutsche Synchronkartei
- Beau Billingslea in Gale Force – Die 10-Millionen-Dollar-Falle als John Turner
- Carlos Carrasco in Looking als Jack (Fernsehserie)
- Charles S. Dutton in Die Sopranos als Officer Leon Wilmore (Fernsehserie)
- Chuck McCann in Cool McCool als Nummer Eins (Fernsehserie)
- Danny Lee in The Killer als Inspector Lee (1. VHS–Synchro)
- Ed Fury in Columbo: Teuflische Intelligenz als Zivilpolizist (Synchro 1992)
- Eddie Montgomery in Rodney als Mike (Fernsehserie)
- Edward Cross in Die Sieben Millionen Dollar Frau als Mann #2
- Ernest Perry Jr. in Die Lady mit dem Colt als Snowman (Fernsehserie, 2. Synchro)
- Fred Williamson in Kinder des Zorns 5 – Feld des Terrors als Sheriff Skaggs
- Gary Daniels in Full Impact als Jared Taskin
- Gregory Alan Williams in Baywatch – Die Rettungsschwimmer von Malibu als Sgt. Garner Ellerbee (Fernsehserie, 1. Stimme)
- Jacob Witkin in How I Met Your Mother als Nora's Dad (Fernsehserie)
- James Blendick in Die Sieben Millionen Dollar Frau als Chief Inspector Ball (Fernsehserie)
- James Sikking in Der sechs Millionen Dollar Mann – Das Erpressersyndikat als OSI Agent
- Jim Byrnes in Transformers – Beast Wars als Inferno (Fernsehserie)
- Joachim Lamza in Achtung: Streng geheim als Grigor (Fernsehserie)
- Jorge Castillo in Die Stärke der Macht als Nestor Chavez
- Joseph Kell in Freddy’s Nightmares: A Nightmare on ElmStreet – Die Serie als Frank (Fernsehserie, VHS–Synchro)
- Kane Hodder in Wishmaster als Merrits Wachmann
- Kazuyo Aoki in Die Königin der tausend Jahre als Hatsuko Amamori (Fernsehserie)
- Masahiko Murase in Mila Superstar als Daigō Inokuma (Fernsehserie)
- Lee Majors in Shit! My Dad Says als Don Reger (Fernsehserie)
- Michael Ansara in Batman of the Future als Mr. Freeze / Dr. Victor Fries (Fernsehserie)
- Rajtscho Wassilew in In Hell – Rage Unleashed als Andrei
- Richard T. Bear in Miami Vice als Stewart (Fernsehserie, 1. Synchro)
- Roger Cross in Geklont – Babys um jeden Preis als Frank Zago
- Steve Fitchpatrick in Pretender als James (Fernsehserie)
- Tom Nowicki in Mein Freund, der Delfin 2 als Phillip J. Hordern
- Townsend Coleman in Batman als Mugsy (Fernsehserie)
- Ving Rhames in Flug durch die Hölle als CPO Frank McRae
- Wesley Snipes in Critical Condition als Krankenwagenfahrer
- Zach Grenier in J. Edgar als John Condon